# Exodus (album Armii)
Exodus – pierwszy koncertowy album polskiej grupy punkrockowej Armia wydany w 1992 roku (zob. 1992 w muzyce). Materiał na płytę nagrano 23 listopada 1991 roku podczas koncertu w poznańskiej Arenie oraz w tym samym roku na koncercie w Lublinie (tylko utwory dodatkowo dostępne w wersji kasetowej wydanej przez Izabelin Studio).
Podczas koncertu w Poznaniu 23 listopada 1991 wykonano także utwór „Kochaj Mnie”, który jednak na płycie się nie znalazł.
Podczas tego samego koncertu, przed wykonaniem utworu „Zostaw to”, miała miejsce krótka dyskusja zespołu z kilkoma osobami wchodzącymi w skład publiczności, które wywiesiły flagę z symbolami faszystowskimi. Epizod nie został na płycie udokumentowany. Koncert w Poznaniu był filmowany przez TVP, a jego fragmenty wyemitowano w programie muzycznym Rock Noc.

## Lista utworów

### WydanieMetal Mind Productions(2004)
Źródło:.
1. „Chwała Ojcu i Synowi i Duchowi Świętemu” – 1:46
2. „Przebłysk” – 3:11
3. „Saluto” – 1:02
4. „Hejszarawiara” – 1:24
5. „W niczyjej sprawie” – 2:20
6. „Gdzie ja tam będziesz Ty” – 3:39
7. „Opowieść zimowa” – 5:40
8. „Zostaw to” – 3:31
9. „Legenda” – 6:24
10. „Podróż na wschód” – 3:06
11. „Aguirre” – 2:26
12. „Obok historii” (inna nazwa utworu „Święto rewolucji”) – 2:32
13. „Nic już nie przeszkodzi” – 3:29
14. „To moja zemsta” – 3:19
15. „Jeżeli” – 2:18
16. „Trzy bajki” – 0:49
17. „Niezwyciężony” – 3:12
18. „Niewidzialna armia I” – 4:49
19. „Niewidzialna armia II” – 1:18
20. „To, czego nigdy nie widziałem” – 4:32
21. „Dla każdej samotnej godziny” – 3:06
22. „Zbaw nas” – 1:43
23. „Exodus” (utwór niewymieniony na okładce) – 4:07

### Wydanie CDIzabelin Studio(1992)
Źródło:.
1. „Chwała Ojcu i Synowi i Duchowi Świętemu” – 1:46
2. „Przebłysk” – 3:10
3. „Saluto” – 1:03
4. „Hejszarawiara” – 1:23
5. „W niczyjej sprawie” – 2:20
6. „Gdzie ja tam będziesz Ty” – 3:40
7. „Opowieść zimowa” – 5:40
8. „Zostaw to” – 3:31
9. „Legenda” – 6:24
10. „Podróż na wschód” – 3:06
11. „Aguirre” – 2:38
12. „Obok historii” – 2:21
13. „Nic już nie przeszkodzi” – 3:29
14. „To moja zemsta” – 3:19
15. „Jeżeli” – 2:18
16. „Trzy bajki” – 0:49
17. „Niezwyciężony” – 3:12
18. „Niewidzialna armia I” – 4:49
19. „Niewidzialna armia II” – 1:17
20. „To, czego nigdy nie widziałem” – 4:33
21. „Dla każdej samotnej godziny” – 3:06
22. „Zbaw nas” – 1:40

### Wydanie kasetoweIzabelin Studio(1992)

#### Cz. 1
Źródło:.
Strona A
1. „Chwała Ojcu i Synowi i Duchowi Świętemu”
2. „Przebłysk”
3. „Saluto”
4. „Hejszarawiara”
5. „W niczyjej sprawie”
6. „Gdzie ja tam będziesz Ty”
7. „Opowieść zimowa”

Strona B
1. „Zostaw to”
2. „Legenda”
3. „Podróż na wschód”
4. „Aguirre”
5. „Święto rewolucji”

#### Cz. 2
Źródło:.
Strona A
1. „Nic już nie przeszkodzi”
2. „To moja zemsta”
3. „Jeżeli”
4. „Trzy bajki”
5. „Niezwyciężony”
6. „Nie ja”
7. „Exodus”

Strona B
1. „Wojny bez łez”
2. „Niewidzialna armia I”
3. „Niewidzialna armia II”
4. „To, czego nigdy nie widziałem”
5. „Dla każdej samotnej godziny”
6. „Zbaw nas”

## Twórcy
Źródło:.
- Tomasz „Tom” Budzyński – wokal
- Robert „Robin” Brylewski – gitara, wokal
- Piotr „Stopa” Żyżelewicz – bębny
- Dariusz „Maleo” Malejonek – gitara basowa
- Krzysztof „Banan” Banasik – waltornia, klawisze, wokal

## Wydania
Źródło:.
- Izabelin Studio; CD 012; 1992
- Metal Mind Productions; MMP DG 0272; 30 lipca 2004
- Metal Mind Productions; MMP DG 0798; 18 października 2019